# Pyrrhura molinae
Pyrrhura molinae là một loài chim trong họ Psittacidae.